# Lappajärvi (lago)
Lappajärvi è un lago finlandese appartenente al comune omonimo.
È formato da un cratere meteoritico di 22-23 km di diametro. L'età del cratere è stimata essere 77,85 ± 0,78 milioni di anni (Cretaceo superiore).

## Galleria d'immagini

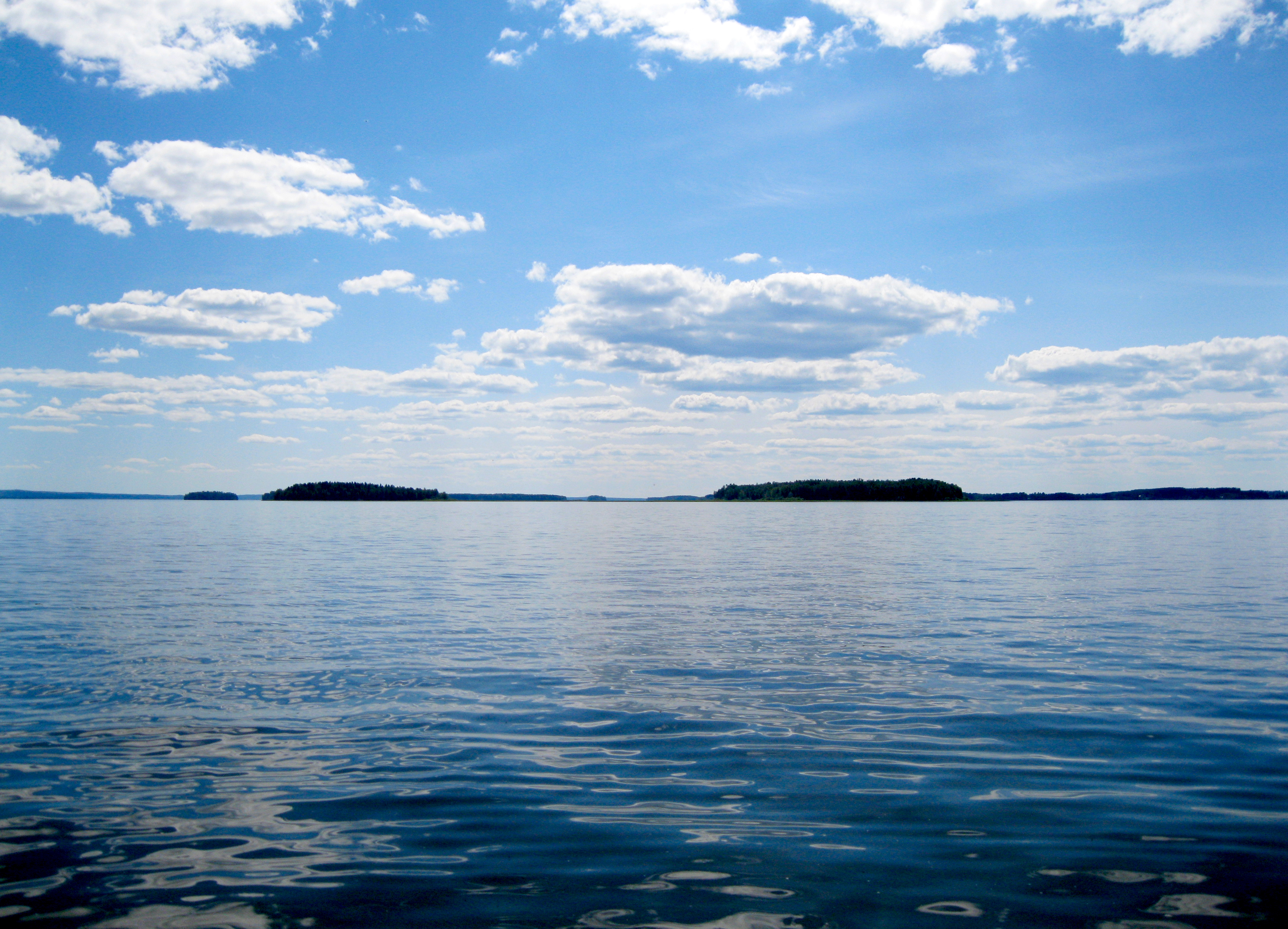
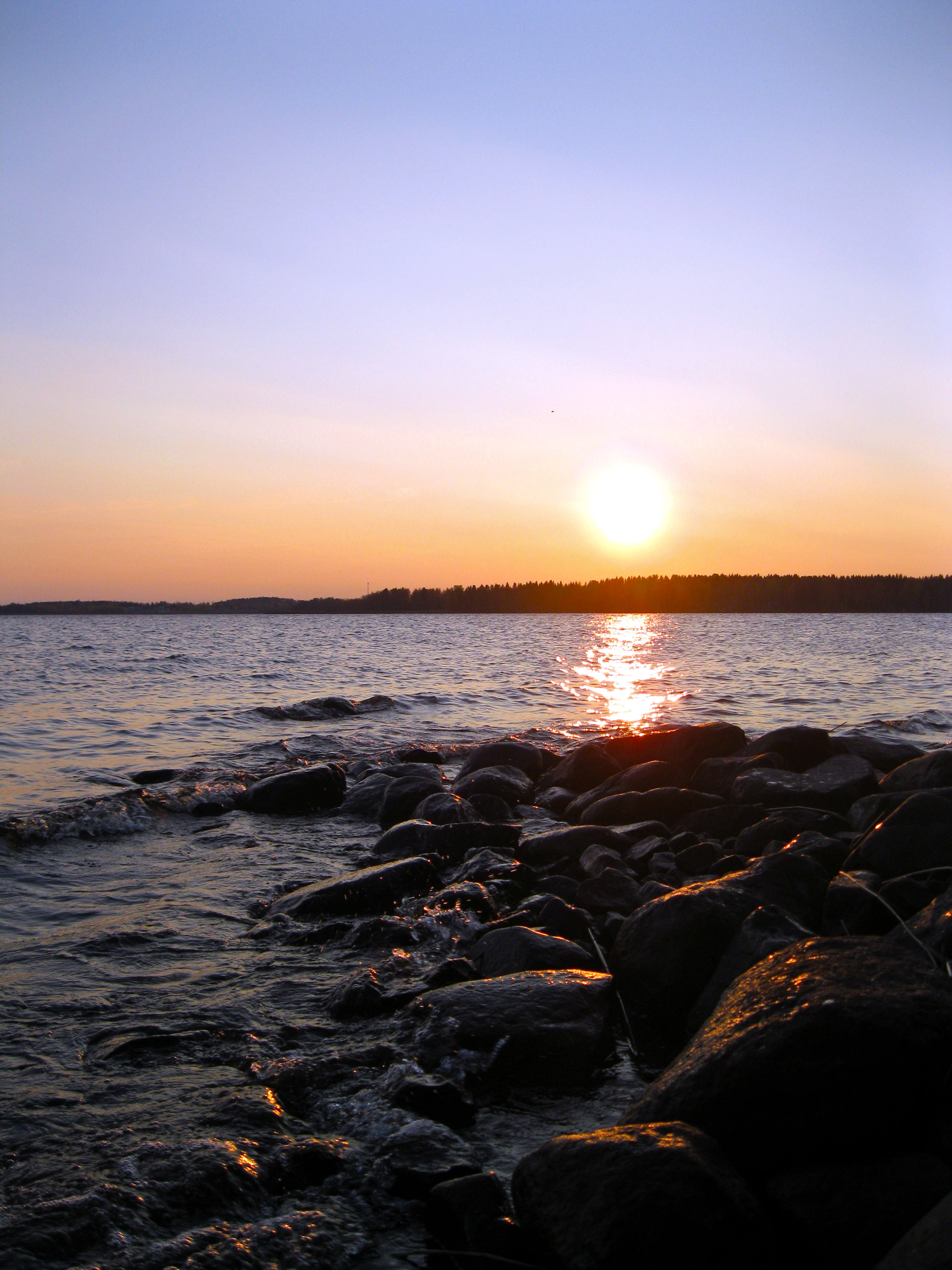
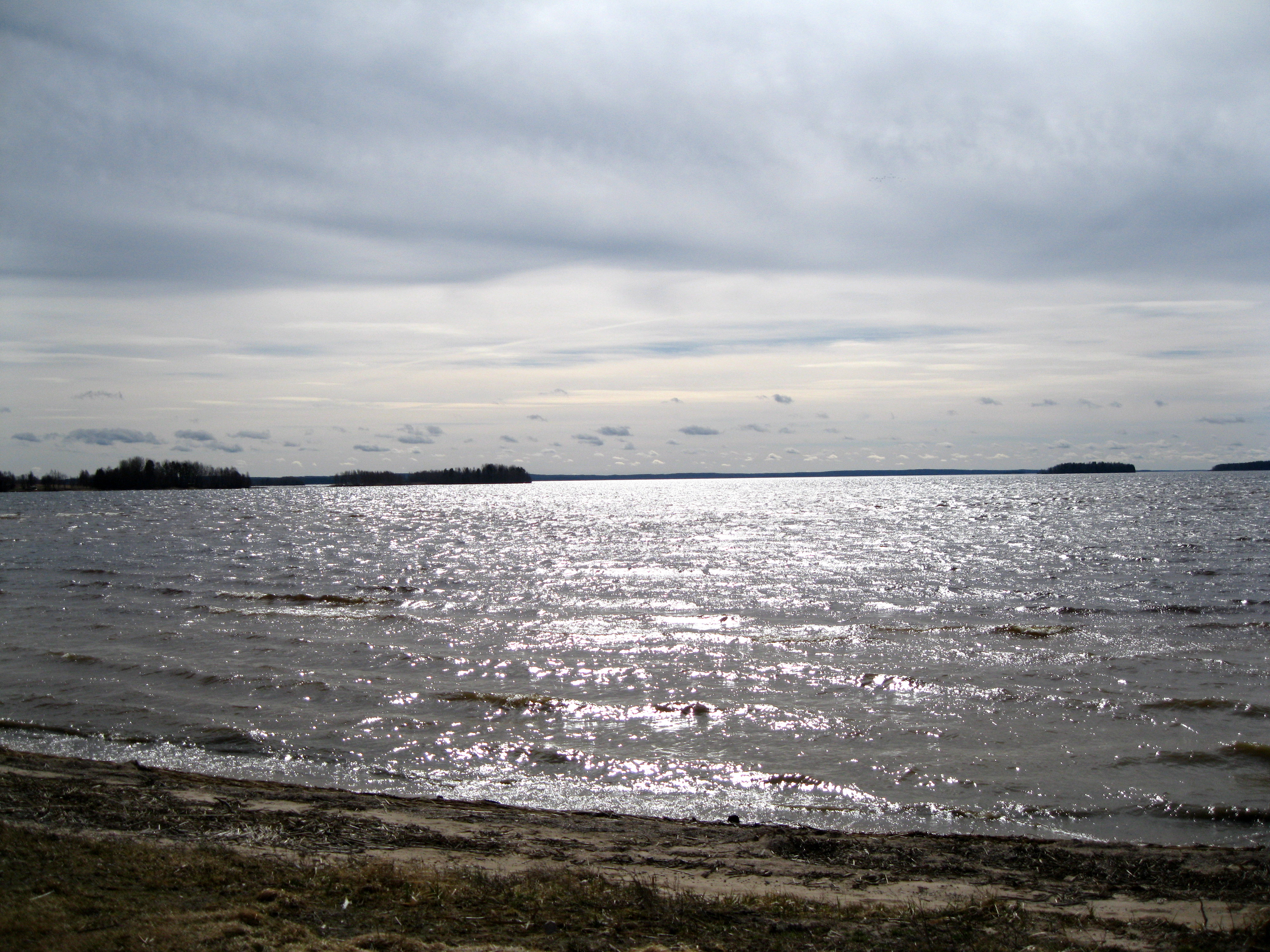